# Сент-Кристін (Мен і Луара)
Сент-Кристі́н, Сент-Крістін (фр. Sainte-Christine) — колишній муніципалітет у Франції, у регіоні Пеї-де-ла-Луар, департамент Мен і Луара. Населення — 793 осіб (2011).
Муніципалітет був розташований на відстані близько 300 км на південний захід від Парижа, 55 км на схід від Нанта, 31 км на південний захід від Анже.

## Історія
15 грудня 2015 року Сент-Кристін, Шанзо, Ла-Шапель-Русслен, Шеміє-Меле, Коссе-д'Анжу, Валанжу, Ла-Жумельєр, Неві-ан-Мож, Сен-Жорж-де-Гард, Сен-Лезен, Ла-Саль-де-Віє i Ла-Турландрі було об'єднано в новий муніципалітет Шеміє-ан-Анжу.

## Демографія
Динаміка населення (INSEE ):
Розподіл населення за віком та статтю (2006):
| Стать | Всього | До 15 років | 15-24 | 25-44 | 45-64 | 65-85 | Понад 85 |
| --- | ------ | ----------- | ----- | ----- | ----- | ----- | -------- |
| Чоловіки | 383    | 107         | 53    | 110   | 78    | 35    | 0        |
| Жінки | 346    | 79          | 34    | 109   | 67    | 49    | 8        |
| \| Статево-вікова піраміда \| Статево-вікова піраміда \| Статево-вікова піраміда \| \| ----------------------- \| ----------------------- \| ----------------------- \| \| Чоловіки \| Вік \| Жінки \| \| 0 \| 85 + \| 8 \| \| 4 \| 80-84 \| 4 \| \| 19 \| 75-79 \| 11 \| \| 4 \| 70-74 \| 23 \| \| 8 \| 65-69 \| 11 \| \| 11 \| 60-64 \| 11 \| \| 26 \| 55-59 \| 11 \| \| 26 \| 50-54 \| 19 \| \| 15 \| 45-49 \| 26 \| \| 30 \| 40-44 \| 19 \| \| 19 \| 35-39 \| 26 \| \| 38 \| 30-34 \| 34 \| \| 23 \| 25-29 \| 30 \| \| 30 \| 20-24 \| 23 \| \| 23 \| 15-20 \| 11 \| \| 23 \| 10-14 \| 34 \| \| 42 \| 5-9 \| 30 \| \| 42 \| 0-4 \| 15 \| |        |             |       |       |       |       |          |
| Статево-вікова піраміда |        |             |       |       |       |       |          |
| Чоловіки | Вік    | Жінки       |       |       |       |       |          |
| 0 | 85 +   | 8           |       |       |       |       |          |
| 4 | 80-84  | 4           |       |       |       |       |          |
| 19 | 75-79  | 11          |       |       |       |       |          |
| 4 | 70-74  | 23          |       |       |       |       |          |
| 8 | 65-69  | 11          |       |       |       |       |          |
| 11 | 60-64  | 11          |       |       |       |       |          |
| 26 | 55-59  | 11          |       |       |       |       |          |
| 26 | 50-54  | 19          |       |       |       |       |          |
| 15 | 45-49  | 26          |       |       |       |       |          |
| 30 | 40-44  | 19          |       |       |       |       |          |
| 19 | 35-39  | 26          |       |       |       |       |          |
| 38 | 30-34  | 34          |       |       |       |       |          |
| 23 | 25-29  | 30          |       |       |       |       |          |
| 30 | 20-24  | 23          |       |       |       |       |          |
| 23 | 15-20  | 11          |       |       |       |       |          |
| 23 | 10-14  | 34          |       |       |       |       |          |
| 42 | 5-9    | 30          |       |       |       |       |          |
| 42 | 0-4    | 15          |       |       |       |       |          |

## Економіка
2010 року серед 495 осіб працездатного віку (15—64 років) 386 були активними, 109 — неактивними (показник активності 78,0%, у 1999 році було 74,6%). З 386 активних мешканців працювало 370 осіб (205 чоловіків та 165 жінок), безробітними було 16 (7 чоловіків та 9 жінок). Серед 109 неактивних 38 осіб було учнями чи студентами, 42 — пенсіонерами, 29 були неактивними з інших причин.

У 2010 році в муніципалітеті числилось 289 оподаткованих домогосподарств, у яких проживали 781,5 особи, медіана доходів виносила 15 717 євро на одного особоспоживача